# Jacob Murre

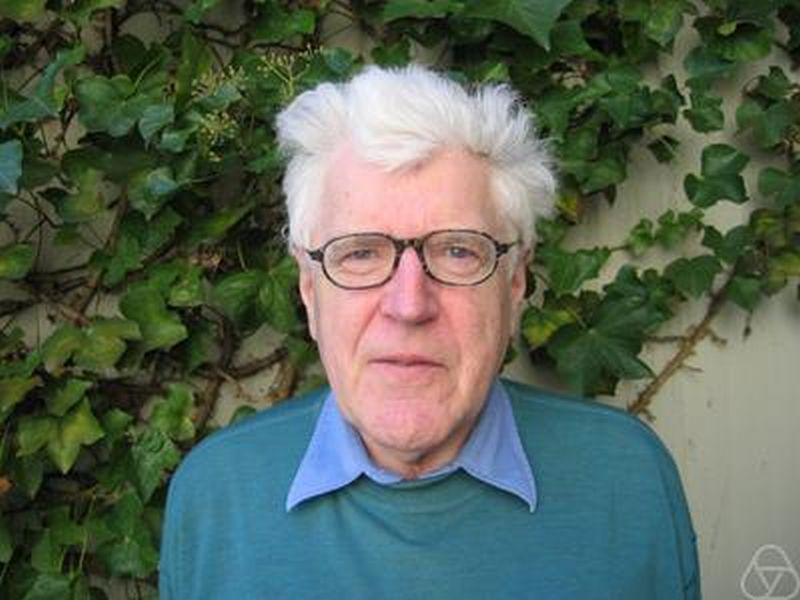
Jacob Murre, Oberwolfach 2004

Jacob Pieter Murre (* 18. September 1929 in Baarland; † 9. April 2023) war ein niederländischer Mathematiker, der sich mit Algebraischer Geometrie befasste.

## Leben und Werk
Murre wurde 1957 bei Hendrik Kloosterman an der Universität Leiden promoviert (Over Multipliciteiten van maximaal samenhangende bossen). 1954 bis 1956 war er bei André Weil an der Universität Chicago, wohin ihn Kloosterman geschickt hatte um moderne Algebraische Geometrie zu lernen. Seine danach angefertigte Dissertation zeigte, dass die totale Transformation eines glatten Punktes bei einer birationalen Transformation linear zusammenhängend ist. Anfangs arbeitete er noch im Rahmen von Weils Theorie algebraischer Varietäten, bei einem Besuch in den USA 1960 riet ihm Weil aber, sich Grothendiecks Schule anzuschließen und dessen Theorie der Schemata. Murre hatte Grothendieck schon vorher getroffen und war von dessen Forschungsplänen und Fortschritten auf dem Gebiet der Picard-Varietäten in positiver Charakteristik beeindruckt, ein Gebiet, auf dem er damals selber arbeitete und das damals sehr aktuell war (Jun-Ichi Igusa, Weil und andere). 1962 war er im Grothendieck-Seminar, das damals noch in Paris stattfand, und es entwickelte sich eine Kollaboration mit Grothendieck. Von kurzen Besuchen abgesehen und brieflichem Kontakt war er aber nur 1963 und 1967 länger am IHES bei Grothendieck, da er inzwischen Professor in Leiden geworden war (1959 wurde er Lektor und 1961 erhielt er eine volle Professur, nachdem er schon 1951 Assistent und 1956 fest angestellt worden war). 1994 wurde er emeritiert.
1964/65 war er Gastprofessor am Tata Institute of Fundamental Research, wo er Vorlesungen über die Étale Fundamentalgruppe hielt, 1973 an der Universität Cambridge, 1986 an der Universität Chicago, 1994 am Caltech, 1995 in Münster und Oklahoma.
Er veröffentlichte 1971 eine längere Arbeit über die zahme Fundamentalgruppe eines normalen Punktes in einem zweidimensionalen Schemata analog zur mehr klassischen Behandlung durch David Mumford. Später befasste er sich mit der ebenfalls auf Grothendieck zurückgehenden Theorie der Motive.
1971 wurde er Mitglied der Königlich Niederländischen Akademie der Wissenschaften. 2002 wurde er Ehrendoktor der Universität Turin und 2004 Mitglied der Turiner Akademie der Wissenschaften.

## Schriften
- mit Jan Nagel, Chris Peters: Lectures on the theory of pure motives, American Mathematical Society 2013
- mit Alexander Grothendieck:  The Tame Fundamental Group of a Formal Neighbourhood of a Divisor with Normal Crossings on a Scheme, Lecture Notes in Mathematics 208, Springer 1971
- Lectures on an introduction to Grothendieck’s theory of the fundamental group, Bombay, Tata Institute of Fundamental Research 1967
- Remembering Grothendieck (Interview), Nieuw Archief voor Wiskunde, März 2016 (und EMS Newsletter Juni 2015), pdf